# 作家刑事毒島
『作家刑事毒島』（さっかけいじぶすじま）は、中山七里の推理小説。幻冬舎発行の月刊PR誌『PONTOON』で2015年〈平成27年〉11月号から2016年〈平成28年〉8月号まで連載され、加筆修正されたうえで2016年8月10日に幻冬舎より単行本として発売された。
出版業界の闇を描いたコメディータッチのミステリー作品。単行本末尾には「この物語は完全なるフィクションです。現実はもっと滑稽で悲惨です」といった注意書きが書かれているが、文庫本末尾には前述の記述に「単行本の刊行から二年経過しましたが、状況は悪化の一途を辿っています」とさらに付け加えられている。
2020年にテレビドラマ化される。

## 収録作品
- ワナビの心理試験
- 編集者は偏執者
- 賞を獲ってはみたものの
- 愛瀆者
- 原作とドラマの間には深くて暗い川がある

## 登場人物
毒島 真理（ぶすじま しんり）
2年前に新人賞を獲ってデビューした売り出し中のミステリ作家。雑誌に8本、新聞に2本の連載を抱え、すでに10冊の単行本を上梓している。実は元警視庁捜査一課所属の刑事で、2年前の事件で退官したが、すぐに刑事技能指導員として再雇用された。現在は週一でしか警視庁に顔を出さない。麻生の先輩にあたり、犬養隼人のトレーナー役もつとめていた。50歳を過ぎているはずだが、童顔と黒髪で40代前半に見える。
高千穂 明日香（たかちほ あすか）
警視庁刑事部捜査一課に配属されてまだ半年の女性刑事。麻生班所属。
犬養（いぬかい）
警視庁刑事部捜査一課の刑事。高千穂の先輩で、トレーナーをつとめている。以前にヤラセ受賞でデビューした篠島タクが作家志望者に殺された事件を担当したことがあり、出版業界にあまり関わりたくないと思っている。新人のころは毒島についていたが、現在ではなにかと理由をつけては毒島を避けようとする。
麻生（あそう）
犬養と高千穂の班の班長。40代。
辛坊 誠一（しんぼう せいいち）
幻冬舎編集本部第四編集局編集第一部所属で毒島の担当をしている。酔っぱらうと絡み酒になり、辛辣な言葉を吐く。
御厨（みくりや）
検視官。

## 各話あらすじ

### ワナビの心理実験
※ワナビ＝wanna be＝そうなりたい＝プロ作家を目指す人間のこと。
杉並区阿佐ヶ谷南の工事現場脇で、全長およそ20cmのアイスピックのようなもので背中から胸を貫通した死体が発見された。被害者は百目鬼二郎というフリーの出版プロデューサーで、〈小説すめらぎ新人賞〉の下読みを担当している人物だった。目撃者や防犯カメラには期待できない状況だったが、百目鬼宛に3人の小説応募者から脅迫めいた抗議文が届いていたことがわかり、明日香と犬養は3人を順番に呼び出して取り調べる。また、2人の上司である麻生は出版業界にうってつけの人物として、元捜査一課所属で現在は作家である毒島に意見を聞いてくるよう明日香に進言する。毒島を訪ねると、締め切りに追われて担当の辛坊にせかされている真っ最中だったが、明日香から事件のあらましを聞きながらなんとか原稿を仕上げ、応募者3人の原稿にも目を通す。すると実際に殺害現場に行き、応募者3人にも実際に会ってみたいと言い始める。刑事ということは伏せ、作家として順番に応募者3人とそれぞれ対峙した毒島は、かつて百目鬼がしたよりも酷い評価を面と向かってぶつけ、相手を怒らせる。抗議した明日香だったが、これは百目鬼を狙った犯人に今度は自分を狙わせるという毒島の作戦だった。そして今までは絶対にやらなかったSNSで自らの日常をつぶやき始めた毒島は、それから3日後、居酒屋から出てきたところを矢で撃たれるが、そのおかげで犯人にたどりつく。
百目鬼 二郎（どめき じろう）
勤めていた出版社（作家担当）を退社して現在はフリーの出版プロデューサー。38歳。妻とは離婚して5年。がっしりとした身体つきをしており、口は悪いが意外に常識人で、人が嫌がる仕事も渋々ながら引き受ける。
只野 九州男（ただの くすお）
32歳、無職、一人暮らし。ペンネームは天城まひろ。応募作は『俺がどうしてもこうしてもあの娘を嫁にほしい理由』。百目鬼から送られてきた講評に納得できず、いかに非論理的で的外れで無知で下品かを「殺してやる」という言葉と共に抗議文にしたためて送っていた。プロを目指して6年近く経っているが、いつもファミレスで執筆するため、ニートではないと主張する。
近江 英郎（おうみ ひでお）
66歳、妻と2人暮らし。ペンネームも主人公の名前も同じ。応募作は『夕陽への熱き猛る咆哮』。百目鬼に「老年のマスターベーション」だと酷評され、「貴様のようなヤツには天誅が下るのだ」という抗議文を送った。前職は工作機械の製造販売で、入社以来40年あまり定年まで勤めた。
牧原 汐里（まきはら しおり）
26歳、一人暮らし。千葉県内の会計事務所に勤めている。ペンネームは藍川しおり（あいかわしおり）で、応募作は『あしたのあたしはきっときょうのあたしではない』。ショート・ボブとフォックス・フレームのメガネが似合う理知的な顔立ちをしている。百目鬼とは小説講座の講師と受講生という関係だったが、作品を「資源ゴミ」や「時間の無駄遣い」だと酷評され、八つ裂きにしてやりたいと思い、便箋45枚にわたる抗議文を送った。

### 編集者は偏執者
5月20日早朝、東京都中野区中野の廃墟となった建物の前で、胸を鋭利な刃物で一突きにされた死体がゴミ回収車によって発見された。頸部の後ろにスタンガンの痕、口と手首にテープ状のもので拘束した痕がみられたが、凶器は現場では発見されなかった。被害者は群雄社文芸部の編集者・班目彬で、上司の法坂に話を聞きに行った犬養は、今月初めに2人の作家・羽衣サヤと天童九一郎から班目宛に抗議文がきていたことを聞く。2人はプロット流用の件で班目とそれぞれ揉めており、容疑者として明日香と犬養が取り調べたものの、羽衣は新宿の居酒屋で同期の作家と酒を飲んでおり、天童は赤坂リージェンシーホテルのラウンジでバーテンと話をしていたというアリバイがあった。犬養に言われ、明日香は再び毒島の元へ行き、事件のあらましを説明する。毒島は容疑者2人のアリバイが成立した場所へ赴き、居酒屋の女性店員やカラオケ店の男性店員、赤坂のホテルのバーテンダーに話を聞く。そして、自らが犬養に命じて持ってこさせた、容疑者2人のうちの1人が秋葉原の店でスタンガンを購入しているところが映った監視カメラの静止画像を印刷したものを確認すると、自らの推理が当たっていると確信し、犯人の幼稚な計画性に腹を立てる。そして毒島は容疑者2人を同時に呼び出し、取調室で向かい合う。
班目 彬（まだらめ あきら）
群雄社文芸部の編集者。以前は大手出版社の双龍社（そうりゅうしゃ）の文芸部に勤め、ヒットメーカーである綾音蓮司（あやねれんじ）も担当していた。しかし新人作家のプロットを他の作家の作品に流用したことが問題となり、子会社である群雄社にとばされてきた。中肉中背、40代前半。独身。
羽衣 サヤ（はごろも サヤ）
本名は高村汀子（たかむらていこ）。35歳。群雄社（ぐんゆうしゃ）の〈群雄JA新人賞〉でヒロイック・ファンタジーでデビューしたが、それ以前はネットの創作サイト〈小説家にならないか！〉に投稿を繰り返していた。松本清張に顔が似ているが、本人はデビュー当時、ビジュアルで勝負することを希望していた。
デビュー以前にネットに投稿していた作品を自身の了解なく班目がアンソロジーの1作として載せてしまったことや、無断で久二尾伴内（くにおばんない）という作家のトリックに自身ものを使用されたことに抗議していた。
天童 九一郎（てんどう くいちろう）
本名は西原秀夫（にしはらひでお）。昨年群雄社のライトノベルレーベルからデビューした新人。〈群雄JA新人賞〉の最終候補には残ったが佳作にもならなかったものを班目が拾い上げ、「本格ミステリの正当な伝承者」という謳い文句でデビューさせた。肥満体型。自称29歳だが老けて見える。
デビュー作『神々の矛盾』は班目から提案されたアイデアを使用したものだったが、出版後にそれが綾音蓮司（あやねれんじ）という作家のパクリだと騒がれてしまい、売り上げはピタリと止まり、2作目も出せていない。そのことで班目に抗議していたが、アイデアやトリックに著作権は無い、小説が面白くないのは単にセンスと技量の問題だととりあってもらえず恨んでいた。
法坂（ほうさか）
群雄社文芸部部長。班目のことは編集者としては有能だと評価している。
久坂（くさか）
赤坂リージェンシー・ホテル17階のラウンジ・バーのバーテンダー。海外ミステリは好きだが、天童の小説のことは知らなかった。

### 賞を獲ってはみたものの
千代田区の神田須田町、3階建てのビルの一室で作家の桐原夢幻が業務用のシュレッダーに巻き込まれた死体となって発見された。明日香と犬養は作家仲間の柳田に話を聞きに行き、そこで先月行われたという〈双龍社新人賞〉の受賞式パーティーの2次会で、毎年恒例のように行われていたという、2年目・3年目の作家達に対し、先輩作家達が説教をして浮ついた気分を引きずり下ろすという「説教部屋」の話を聞く。今年槍玉にあげられたという雀目太陽と芥川直樹、桑野まるみを容疑者として話を聞くと、全員が桐原のことを老害のようにしか思っておらず、アリバイもなかった。犬養に押し付けられ、明日香は今回も1人で毒島の元へ行く。作家である毒島は桐原と面識があり、事件についても知っていた。事件現場となった桐原の事務所を訪れた毒島は、状況から事件は突発的なものだったと推理する。その場で〈双龍社新人賞〉担当者の東浦に電話をかけた毒島は、2日後、自らが新人3年目までの心得をとくという名目で3人の容疑者、そして今年の受賞者・御剣哲也を一同に集める。そこで毒島は双龍社の部数会議に設置した盗聴器から聞こえてくる編集者たちの生の声を聞かせる。自分達の作品がどこまでもこき下ろされていると知った3人は怒り狂うが、その後実際の書店では自分達の過去の作品がどういう扱いになっているかを見せつけられ、書籍裁断場では売れ残った本が裁断費用の面で不良債権でしかないことを知り、現実を思い知らされる。そして目の前で実際に3人の本を裁断していったところ、「やめろぉ！」と犯人の声が張りあがる。
桐原 夢幻（きりはら むげん）
歴史あるエンターテイメント系新人賞・〈双龍社新人賞〉をとり、執筆活動を続ける作家。現在はその選考委員の1人となっている。72歳。締め切りには厳格で、落とすことはない。
雀目 太陽（すずめ たいよう）
3年前の〈双龍社新人賞〉の受賞者。デビュー作はSF仕立ての政治群像劇『黒点戦争』。実売りは2万部にも達せず、執筆中だという続編は3年たっても出ていない。大田区のアパートに住んでいる。
芥川 直樹（あくたがわ なおき）
2年前の〈双龍社新人賞〉の受賞者。連作短編『金色の虹を渡って』という作品で受賞した24歳。ペンネームは芥川賞と直木賞を両方獲りたいという思いからで、編集部にも反対されたが、押し通した。受賞を機に前職のファストフードのスタッフを辞めたが、その後の2年間で双龍社からみの短編4つとエッセイが3つ、コラムを2本書いただけで本は出していない。夢は自身の原作を自身の演出で映像作品にすること。麻布のこじゃれたマンションに住んでいるが、部屋の中は安アパートと何ら変わらない。
桑野 まるみ（くわの まるみ）
昨年の〈双龍社新人賞〉の受賞者。20代の女性。『ここより永久に』でデビューしたものの、その後1年で短編を1つしか書いていない。連載の話もあり、いくつもプロットを送っておきながら、いざゴーサインが出ると、自分が納得できるものではないと引っ込めるの繰り返しで、世界中が自分の新作を待ちわびているのだから下手なものは出せないと思い込む“巨匠病”にかかっている。品川区の一軒家に家族と同居している。
御剣 哲也（みつるぎ てつや）
今年の〈双龍社新人賞〉の受賞者。
柳田 京助（やなぎだ きょうすけ）
桐原の作家仲間で同じ年にデビューした同期。
加藤（かとう）
光源社（こうげんしゃ）の編集者。桐原の様子を見に来て第一発見者となった。
東浦（ひがしうら）
〈双龍社新人賞〉の担当。
時任（ときとう）
新宿の香野國屋書店（かのくにや）の女性店員で毒島とも顔見知り。
綿貫（わたぬき）
双龍社の社員。売れ残った本の裁断に立ち合い、伝票や返品数を確認する。

### 愛瀆者
池袋西口公園で全裸の男の死体が発見される。犬養が他の事件に駆り出されていたため、明日香は1人で現場へ赴く。被害者は作家の高森京平で、死因は脳挫傷。高森は15メートル上の石段から転落したと思われ、『その背中にグッドバイ』と書かれた単行本がページを開いた状態でうつ伏せの死体の下にあり、表紙の次の口絵扉の部分がまるまる1ページ破りとられていた。高森は昨夜、池袋の反省堂池袋本店でトークショーを行っており、抽選で選ばれた3人の女性参加者と中華料理店で会食をしたという。しかしその3人というのが皆、純粋なファンではなく1人は批判しに来ただけ、1人はストーカー予備軍、1人は自分の作家デビューのきっかけ作り目的という要注意人物だったようで、最後はお互い掴み合いの喧嘩にまで発展したらしい。明日香が高森の妻の水奈を聴取した後、ようやく犬養も捜査に参加し、3人の参加者に順番に話を聞きに行ったが、全員にアリバイは無かった。犬養に言われて再び毒島の仕事場へ向かった明日香だったが、毒島は連載終了の打ち上げで辛坊と神楽坂にいた。3人は編集者たちの間では悪目立ちする有名人であるらしく、辛坊も彼女らを知っていた。毒島は現場に紙片が落ちていなかったかを明日香に聞き、実際に現場で探し、紙片があることが問題ではなく、無いことが問題なのだ話す。それから高森の自宅で書斎を見せてもらい、棚の奥から何かを採取した毒島は、そのまま警視庁の鑑識課へ行き、土屋に分析を押し付ける。そして翌日、毒島はある人物を呼び出し、取調室で対峙する。
高森 京平（たかもり きょうへい）
小説家。デビュー前から妻帯者。豊島区に自宅があり、渋谷に事務所を借りてそこを仕事場にしているが、自宅も仕事場も情報公開はしていない。
桑江 朋美（くわえ ともみ）
「辛口オトメ」というハンドルネームで、特にベストセラーとなった作品を図書館で借りてきてはこきおろすことに快感を感じている。ブログの書評に注目が集まり、文芸評論家としてデビューすることを夢見ている。編集者の間では「図書館ヤクザ」と呼ばれて有名。派遣社員で、大田区の古いアパートに住んでいる。
牧島日菜子（まきしまひなこ）
高森京平の大ファンで、ストーカー予備軍。「京平さん推し子」というハンドルネームで書評を書いているが、実はファンレターのつもり。デビュー作『サイレンの魔女』の作中のヒロインが自分と同じ名前だったことから運命を感じ、高森は小説の形で自分に私信を送っていると信じている。もうすぐ35歳で、親からは結婚をせっつかれている。池袋3丁目のアパートに住んでいる。
加納 郁（かのう いく）
「作家にならないか講座」で高森京平の講座を受けてから創作こそが自分の本来の仕事だと思い、半年をかけて小説を執筆。公募の新人賞に送ると、二次通過したが、最終選考では選外。そこからは全くといっていい程通過しなくなり、自分は高森と同じ資質を備えている、自分の作品を真に理解して評価できるのは高森だけだと思い込む。都内の文房具メーカーの事務職。北池袋の瀟洒なマンションに住んでいる。
水奈（みずな）
高森の妻。結婚して10年経つが、子供はいない。
粗井（あらい）
高森京平のイベント担当。
土屋（つちや）
警視庁の鑑識課所属。毒島が捜査一課で最前線にいた時からの付き合いで、毒島に間違いを未然に防いでもらったり、押収物からエッチな画像をコピーしていたことを弱みとして握られたりしているため、頭があがらない。

### 原作とドラマの間には深くて暗い川がある
東京メトロ淡路町駅の地下通路でドラマのプロデュースを手掛ける曽根雅人の死体が発見される。死因は窒息死で、酔っぱらって抵抗力がなくなっていたところに、顔面と腹部に複数回の殴打を受け、仰臥姿勢で倒れたために自分の舌が喉の奥で丸まって息ができなくなったことが原因だった。そして曽我の名刺入れに、本人以外のものとして1枚だけ毒島のものが混ざっていたため、明日香は毒島に話を聞きに行く。聞けば曽根は毒島の著書『トリコロール』のドラマ化も手掛けており、その決定稿に不満があるということで、昨日は曽根とドラマの演出を手掛ける鳥飼満樹、シナリオライターの布施博則、そして毒島と辛坊で話し合いをしていたという。毒島は、曽根の死を伝えてもいつものように笑い、おまけにアリバイも無いと話す。毒島を容疑者リストから外すことができないまま、犬養と明日香は辛坊や鳥飼、布施に話を聞きに行く。最後に毒島から改めて話を聞こうとすると、毒島は自らを監視する制服警官から捜査情報を巧みに聞き出しており、今回の事件の鍵は鳥飼と布施が3年前に手を組んで制作した3年前のドラマの1シーンにあると推理する。そして『トリコロール』の撮影現場に陣中見舞いと称して辛坊、明日香、犬養と訪れた毒島は、ある仕掛けで犯人をあぶりだす。
曽根 雅人（そね まさと）
帝都テレビのプロデューサーで、ドラマ『トリコロール〜三色の悪意』のプロデュースも手掛ける。帝都テレビ制作で脚本家のドラマが軒並み低視聴率となる中、ヒットしたコミックや小説を映像化したところ好成績ばかりだったことが成功体験となり、それ以降オリジナル脚本には目もくれない。毒島の「トリコロール」シリーズにもいち早く目をつけ、オプション契約を結んでいた。歯に衣を着せない物言いをするが、お酒をのむと拍車がかかる。
何年か前に起こった帝都テレビ出資の映画の事件では、現場で事故に遭ったとニュースで報じられた。
鳥飼 満樹（とりがい みつき）
ドラマ『トリコロール〜三色の悪意』監督。原作ファン。元々は帝都テレビの社員で、ドラマ部で演出を手掛けるようになった。言いたいことをどうやって穏当な言葉にするかを考えている時には、こめかみあたりに人差し指をあてる癖が出る。
布施 博則（ふせ ひろのり）
ドラマ『トリコロール〜三色の悪意』の脚本を手掛ける。曽根や俳優側の注文で九稿まで書かされた挙句、さらに登場人物を増やせと言われるなど、原作レイプともいえる状況に納得がいかない。シナリオライターとしては3年目だが、シナリオライターが割りの良い仕事とも思えず、小説も書いて出版社に持ち込んだりもしているが、良い返事は得られていない。
竹脇 裕也（たけわき ゆうや）
ドラマ『トリコロール〜三色の悪意』に出演する俳優。元はアイドルグループの一員だが、近年は映画の場に活動拠点をうつし、現在では日本映画界のホープとも言われる。
高町 加絵（たかまち かえ）
ドラマ『トリコロール〜三色の悪意』の主役の女刑事をつとめる帝都テレビ一押しの新進タレント。元々は竹脇の追っかけをしていたが、竹脇のマネージャーに見初められて女優デビューを果たした。いくつかの映画祭では新人賞も受賞しているが、実は物覚えが悪く、長い台詞を覚えることは不可能で漢字も読めない。華奢な体型。

## テレビドラマ
『作家刑事 毒島真理』（さっかけいじ ぶすじましんり）のタイトルで2020年11月30日にテレビ東京でテレビドラマ化され、「月曜プレミア8」枠で20時から21時54分まで放送。主演はテレビ東京初主演となる佐々木蔵之介。内容は、『ワナビの心理実験』と『編集者は偏執者』をベースにしている。

### キャスト
- 毒島真理[6] - 佐々木蔵之介
- 高千穂明日香[6] - 新川優愛
- 犬養隼人[6] - 徳重聡
- 麻生警部[6] - 吹越満
- 羽衣サヤ[6] - 遊井亮子
- 只野英郎[6] - 塚地武雅
- 天童九一郎[6] - 高橋洋
- 牧原汐里[6] - 宮﨑香蓮
- 御厨[6] - 小松和重
- 班目彬[6]（編集者） - 水橋研二
- 百目鬼二郎[6] - コトブキツカサ
- 井伏[6]（文壇バーのマスター） - 村松利史
- 白金かおり[6] - YUMI
- 赤瀬川マミ[6] - 佐藤侑梨
- 浩子[6] - 小野木里奈
- 桜井[6]（編集者） - 越村友一
- 久坂[6]（バーテンダー） - 寺井文孝
- ある犯罪者[6] - 山本浩司
- 制服警官[6] - 岩城達也
- 奈月セナ

### スタッフ
- 原作 - 中山七里『作家刑事毒島』（幻冬舎）
- 監督 - 本田隆一
- 脚本 - 林誠人
- 選曲 - 安藤友章
- 警察監修 - 石坂隆昌
- アクション指導 - 新上博巳
- 技術協力 - ビデオフォーカス、ジースタッフ、ビーグル
- チーフプロデューサー - 中川順平（テレビ東京）
- プロデューサー - 島﨑敏樹（泉放送制作）、藤田修（泉放送制作）、雑賀俊朗（サーフ・エンターテイメント）
- 製作 - テレビ東京、BSテレ東、泉放送制作